# Cantón Playas
Playas es un cantón de la provincia del Guayas en la República del Ecuador.
El cantón Playas está situado al suroeste de la provincia del Guayas. Su cabecera cantonal es la ciudad de General Villamil, más conocida como "Playas". Está a 96 kilómetros de la capital de provincia Guayaquil. Limita al norte y este con los cantones Guayaquil y Santa Elena; al sur y oeste con el Océano Pacífico.
Su territorio tiene una extensión de 280 km² y cuenta con una población de     41.935 habitantes según datos del INEC (2010). ,sin embargo, teniendo una proyección de la cantidad de la comunidad que ha aumentado hasta el año 2020 se tiene aproximadamente un total de 59. 62.; en época de playa (de enero hasta abril) fácilmente se duplica esa cantidad y también en Carnaval en febrero o marzo. Las principales áreas más pobladas se consideran: Data de Villamil, Los Ceibos, Santa María, El Arenal, San Agustín, San Vicente, Ciudadela Victoria, General Villamil, San Antonio, Engabao, Pampa de los Tambos y Pampa de la Vigia. Tiene una oferta importante de sitios de alojamiento y alimentación.
A pesar de su gran distancia entre Guayaquil a Playas (97 km), Playas forma parte de la Conurbación de Guayaquil, pues el cantón balneario formó parte del Cantón Guayaquil y tiene fuertes lazos políticos con el cantón metropolitano.

## Origen - Fundación y Cantonización
En época colonial fue un puerto de pescadores asentado en antiguas poblaciones indígenas como los Lindaos, Huancavilcas y Chopoyas. En esta misma época una pequeña comunidad de pescadores empezó a crecer hasta convertirse en un importante puerto para el desarrollo de la pesca.
Aproximadamente en 1901 fue considerado por habitantes guayaquileños como un lugar idóneo para ser un balneario ya que contaba con una ubicación geográfica y recursos naturales que lo hacían posible, luego de haber sido designado como balneario y tener turismo el cantón tuvo un crecimiento de población, momento en el que él general Eloy Alfaro declarara la parroquialización del sector el 9 de marzo de 1910.No fue hasta 1960 que se impulsaron proyectos para la cantonización de Playas. El 15 de agosto de 1989 alcanzó finalmente su cantonización.

## Geografía
Playas está localizada en la región litoral o costa de Ecuador. Es un cantón perteneciente a la provincia del Guayas y se encuentra en el extremo sur de la península de Santa Elena, en la parte oeste del Golfo de Guayaquil. 

## Límites
Norte: Engunga y Gómez Rendón
Sur y Oeste: con el Océano Pacífico.
Este: Con las Parroquias Posorja y El Morro del Cantón Guayaquil

## Recursos naturales

### Flora
- Algarrobo
- Cullulle
- Mullullo
- Aromo
- Cascol
- Mango
- Ciruela
- Junquillo
- Guachapelí blanco
- Ceibo
- Balsa

### Fauna
- Gaviotas
- Garzas
- Pelícanos
- Albatros
- Palomas tierreras

El terreno del cantón Playas es plano, aunque al norte se levantan cerros pero de poca altura como: 
- El cerro Colorado
- Cerro Verde
- Cerro Picón
- Cerro Cantera.

Las costas son extensas; los balnearios más importantes del cantón se encuentran al sur. Los principales ríos son: el Río de Arena, el Moñones y el Tambiche. El clima es ardiente y seco, en las playas se siente el fresco de la brisa marina.
La prolongadas sequías y el clima ardiente han desertificado el suelo playense. Por doquier se encuentran plantas de algarrobo de donde se obtiene la afamada algarrobita, que es un energético de gran calidad. También se encuentran sembradíos de pitahaya.

## Economía
La pesca es una de las principales actividades del cantón. En la actualidad hay una actividad comercial inusitada, gracias al apoyo de su población, y además se han asentado muchas empresas comerciales, industrias camaroneras y atuneras.
El mar ecuatoriano brinda a Playas una suculenta producción de peces y mariscos, que junto a la actividad camaronera y el turismo constituyen las labores principales de los playenses. La pesca artesanal de mar es significativa tanto en el consumo doméstico como en la industria peninsular. En el sector de Data de Posorja existen cultivos de maíz, aunque no son muy significativos para la economía del cantón.
El comercio es la actividad complementaria para atender al turista así como para cubrir las necesidades internas. El turismo, aunque desarrollado en gran medida, carece de una implementación de servicios acorde con la importancia de un cantón que tiene como a este sector como su mejor opción para sus ingresos.
Los principales motores económicos de Playas son los siguientes:
- Turismo: La principal fuente de ingresos en Playas proviene del turismo. La ciudad atrae a visitantes por sus hermosas playas, clima cálido y actividades acuáticas. Durante la temporada alta, los hoteles, restaurantes, bares y otros servicios turísticos experimentan un aumento en la demanda.
- Comercio y servicios: Dado que Playas es un destino turístico, hay una variedad de tiendas, mercados, restaurantes, alojamiento, bares que atienden a los turistas y a la población local.
- Agricultura: Aunque el turismo es la principal fuente de ingresos, parte de la economía local también se basa en la agricultura, especialmente en el cultivo frutícolas, arroz, yuca, maíz y camarón.
- Pesca: Playas cuenta con una comunidad pesquera que se dedica a la captura y venta de pescado y mariscos, lo que contribuye a la economía local.[2]

## Festividades
Playas se encuentra a 97 km de Guayaquil. Los turistas, en gran número visitan este cantón para gozar de sus acogedoras playas. Lo cual atrae a los turistas, sobre todo en la época en el verano y sus principales festividades que son: 
Enero
- Cabalgata de los Reyes

Febrero
- Carnaval en Playas
- Elección de la Reina de Carnaval
- Campeonato Internacional de Skate Board "Playas Xtreme"

Marzo
- Circuito Sudamericano de VolleyBall de Playas
- Circuito Ciclístico

Abril
- Campeonato de Máster de Milla Náutica.
- Campeonato de Surf.
- Regata de Las Balsas.

Junio
- Fiesta Tradicional y religiosa de los pescadores "SAN PEDRO".

el Día del Pescador
Julio
- Apertura de temporada de verano

Agosto
- Desfile y Celebración del día de los Servidores Turísticos del Cantón
- Fiestas de Cantonización

Septiembre
- 24 de septiembre: patronal en honor a la Virgen de la Merced.

## Clima
| Parámetros climáticos promedio de Playas | Parámetros climáticos promedio de Playas | Parámetros climáticos promedio de Playas | Parámetros climáticos promedio de Playas | Parámetros climáticos promedio de Playas | Parámetros climáticos promedio de Playas | Parámetros climáticos promedio de Playas | Parámetros climáticos promedio de Playas | Parámetros climáticos promedio de Playas | Parámetros climáticos promedio de Playas | Parámetros climáticos promedio de Playas | Parámetros climáticos promedio de Playas | Parámetros climáticos promedio de Playas | Parámetros climáticos promedio de Playas |
| Mes                                      | Ene.                                     | Feb.                                     | Mar.                                     | Abr.                                     | May.                                     | Jun.                                     | Jul.                                     | Ago.                                     | Sep.                                     | Oct.                                     | Nov.                                     | Dic.                                     | Anual                                    |
| ---------------------------------------- | ---------------------------------------- | ---------------------------------------- | ---------------------------------------- | ---------------------------------------- | ---------------------------------------- | ---------------------------------------- | ---------------------------------------- | ---------------------------------------- | ---------------------------------------- | ---------------------------------------- | ---------------------------------------- | ---------------------------------------- | ---------------------------------------- |
| Temp. máx. abs. (°C)                     | 42                                       | 42                                       | 40                                       | 40                                       | 36                                       | 30                                       | 30                                       | 30                                       | 30                                       | 30                                       | 32                                       | 35                                       | 35                                       |
| Temp. máx. media (°C)                    | 30                                       | 33                                       | 33                                       | 32                                       | 30                                       | 28                                       | 25                                       | 23                                       | 23                                       | 23                                       | 24                                       | 26                                       | 28                                       |
| Temp. mín. media (°C)                    | 23                                       | 23                                       | 23                                       | 23                                       | 23                                       | 21                                       | 17                                       | 15                                       | 15                                       | 15                                       | 16                                       | 19                                       | 17                                       |
| Temp. mín. abs. (°C)                     | 19                                       | 18                                       | 18                                       | 18                                       | 18                                       | 16                                       | 13                                       | 13                                       | 11                                       | 13                                       | 14                                       | 15                                       | 14                                       |
| Fuente: 13 de septiembre de 2009         |                                          |                                          |                                          |                                          |                                          |                                          |                                          |                                          |                                          |                                          |                                          |                                          |                                          |

Los datos de temperatura del ANRPV se consideró la estación climática de Playas – General Villamil, en donde se obtuvieron cálculos de las temperaturas medias mensuales y anuales de todo el período histórico de registros. Según los datos obtenidos el área del ANRPV presenta una temperatura promedio anual de 24,8 °C, con una temperatura media máxima de 26,4 °C y una temperatura media mínima de 23,1 °C.Los meses de febrero, marzo, y abril son los que presentan el mayor valor de temperatura, mientras que los meses de agosto, septiembre y octubre son los que presentan valores ligeramente más bajos con respecto a la media anual.

### Atractivos turísticos
Sin lugar a dudas los mejores atractivos lo constituyen sus extensas playas, que cuentan con una excelente infraestructura hotelera y de servicios que hacen de lo más agradable la visita y estadía de miles de turistas ecuatorianos y extranjeros, que semana a semana visitan esta ciudad.
- Playa Rosada, situada cerca del faro, es un sitio apacible para los bañistas y especial para excursiones.
- visita al santuario de la virgen de la roca ubicado en la parroquia el morro provincia del guayas..
- Cerca del Ocean Club se puede observar pelícanos y otras aves del sector.
- Punta Chopoya y playa El Pelado, en la vía al recinto Engabao, son unas agradables y tranquilas playas ideal para caminatas y campamentos, con deliciosa comida típica.
- La cabalgata a caballo por sus hermosas playas es uno de sus principales atractivos.
- La casa de don Víctor Estrada es un verdadero relicario del pasado histórico y cultural.
- Los paseos en Balsas a Vela, paseos en alta mar en las embarcaciones ancestrales hechas de palo de balsa desde la época de los huancavilcas ya que estos la usaban para pescar. Ahora sus descendientes, pescadores artesanales, las han transformado con el fin de darles el toque turístico. Una experiencia inolvidable que forma parte de la cultura, tradición e historia del cantón y de toda la provincia.
- Cerro El Muerto, ubicado en la parroquia El Morro. Un lugar ideal para hacer camping, senderismo. excursiones. etc.[4]
- Los Manglares El Morro, es un área protegida en las que se puede realizar paseos en lancha para observar a los delfines de la zona y visitar la Isla de Los Pájaros.[4]

En este cantón existen una gran cantidad de platos típicos que hacen de la visita a Playas una verdadera delicia gastronómica. Entre lo más apetecidos están una buena variedad de cebiches de langosta, langostino, camarón, concha, pescado, pulpo o mixtos, arroz marinero, pescados enteros al carbón, encebollado de albacora, ostra asada.

## Turismo

### Playa Humboldt o Rompe olas

#### Ubicación: 9JC6+J57, Gral Villamil
Es una de las playas más populares de Villamil. Sus olas la convierten en un lugar ideal para practicar deportes acuáticos como el surf o el bodyboard. Esta playa se extiende desde el rompeolas de Carabelas de Colón hasta el malecón de la ciudad. Es parte del Área Nacional de Recreación Playas de Villamil, que se estableció para proteger los remanentes naturales de ecosistemas marinos y costeros e impulsar una gestión ambiental adecuada. Es una joya natural de la costa ecuatoriana que te cautivará por su hermosura.

### Playa Chabela

#### Ubicación: Gral Villamil
Es una de las playas favoritas en General Villamil Playas, ubicada detrás del rompeolas donde termina Playa Humboldt. Adoptó su nombre por Isabela Estrada De Jurado, una dama guayaquileña que estuvo involucrada en el desarrollo de Playas. Esta playa es perfecta para aquellos que deseen relajarse y disfrutar del sol y la brisa marina. Su arena suave y sus aguas cristalinas hacen de esta playa un lugar encantador para pasar un día en familia o con amigos. Cuenta con un ambiente relajado y tranquilo, su principal característica son sus olas. De hecho, fue en Chabela donde nació el surf en el país. Esta playa tiene las mejores condiciones para surfistas novatos, y también puedes encontrar clases de surf con instructores locales.

### Playa El Sapo

#### Ubicación: 9H5W+GF3, Gral Villamil
Ubicada en la Playas de Villamil, en el extremo sur de la península de Santa Elena, en Ecuador. Esta playa es uno de los principales destinos turísticos de la costa central ecuatoriana. Además de su belleza natural, es conocida por su rica fauna y flora, lo que hace que sea un lugar ideal para la observación de aves y plantas. El Sapo es ideal para aquellos que quieran escapar de las multitudes y disfrutar de un día de playa en un ambiente más privado.

### Olas Verdes

#### Ubicación: 9H4R+65, Gral Villamil
Es un arrecife expuesto y un point break que tiene un oleaje bastante confiable. El otoño y el invierno son las mejores épocas del año para las olas. La mejor dirección del viento es del noreste. 

### Playa Sharkbay

#### Ubicación: 9H3P+XP, Gral Villamil
Es un arrecife expuesto y un punto de ruptura que tiene un oleaje bastante consistente. El otoño y el invierno son las mejores épocas del año para las olas. Los vientos de tierra son del este. Prevalecen marejadas limpias y la dirección ideal del oleaje es del suroeste. También se puede ver la caída del sol.

### Playa Las Cuevas

#### Ubicación: 9H4P+44, Gral Villamil
Es un lugar mágico ubicado en el cantón General Villamil, Las Cuevas es una de las playas poco conocidas de la provincia, su nombre lo recibe gracias a las formaciones geológicas que se encuentran allí, en este lugar el mar pega y llega justo hasta las formaciones rocosas que encontramos casi cerca a la orilla. Es un destino para surfistas dentro de la costa ecuatoriana ya que encontraras olas en cualquier época del año. Al lugar se accede a pie desde la Playa El rompeolas, en el camino se encuentra mucha flora y fauna.

### Playa La Posada

#### Ubicación: 9H67+C2C, Gral Villamil
Playa La Posada es una de las mejores opciones para el Surf que encontraremos dentro del perfil costero de General Villamil. Aquí encontrarás una gran alternativa para poder disfrutar de la flora, fauna y de todos los encantos naturales que rodean el lugar.

### Playa Pico y Hambre

#### Ubicación: Gral Villamil
Es uno de los destinos preferidos por los surfistas, su clima agradable es su principal atractivo, es un lugar privilegiado para recorrer las olas sobre una tabla dentro del cantón General Villamil. Esta propuesta turística el destino perfecto para que nacionales y extranjeros disfruten del mar, sol y arena junto a su familia o amigos.

### Playa El Pelado

#### Ubicación: Gral Villamil

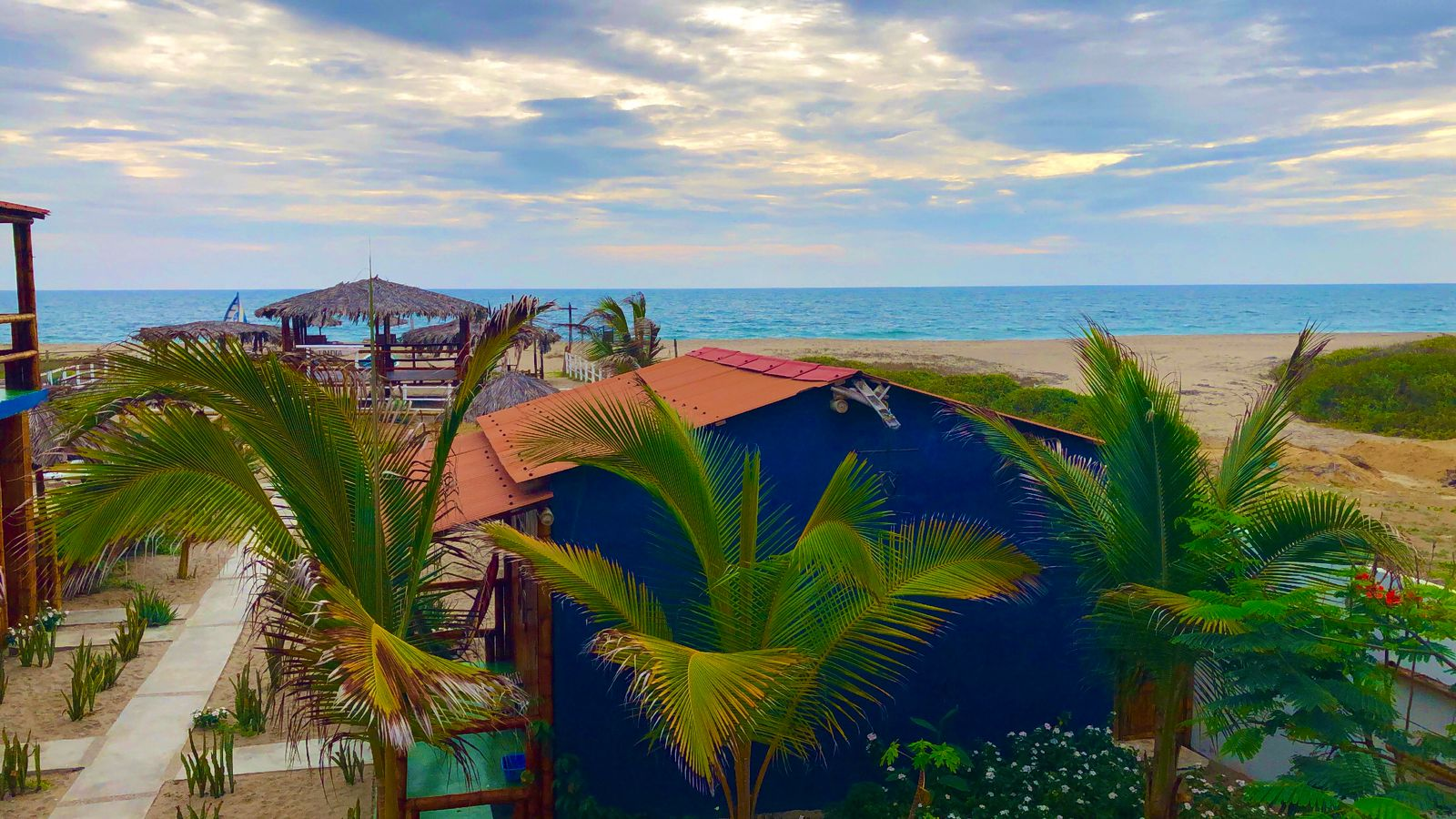
El Pelado, Playas

Con una temperatura de entre 26 y 28 grados, es una playa tranquila ideal para las personas que buscan alejarse de las concurrencias y aglomeraciones de otros balnearios del cantón. Al ser una zona rústica y alejada es un lugar ideal para practicar surf con más frecuencia en los meses de noviembre, diciembre y enero. También se pueden observar aves en la costa como piqueros, garzas, cucubes, albatros y gaviotas, etc. Aquí se encuentra el cerro El Muerto y los Manglares del Morro. Es la única playa del cantón que está al frente del Océano Pacífico, por esto hay que tener mucha precaución debido a sus fuertes corrientes.

### Playa El Faro

#### Ubicación: 9H57+5MX, Gral Villamil
Su nombre se da debido a la existencia de un Faro a esta playa rocosa en la cual practican surf, posee una hermosa vista para disfrutar del atardecer. Realizar pesca y sumergirse entre las rocas. Sin embargo, no posee instalaciones para los turistas ni restaurantes. Es una playa solitaria ideal para personas que buscan disfrutar de la tranquilidad, alejarse de la contaminación acústica y tomar lindas fotos para postearlas en redes.

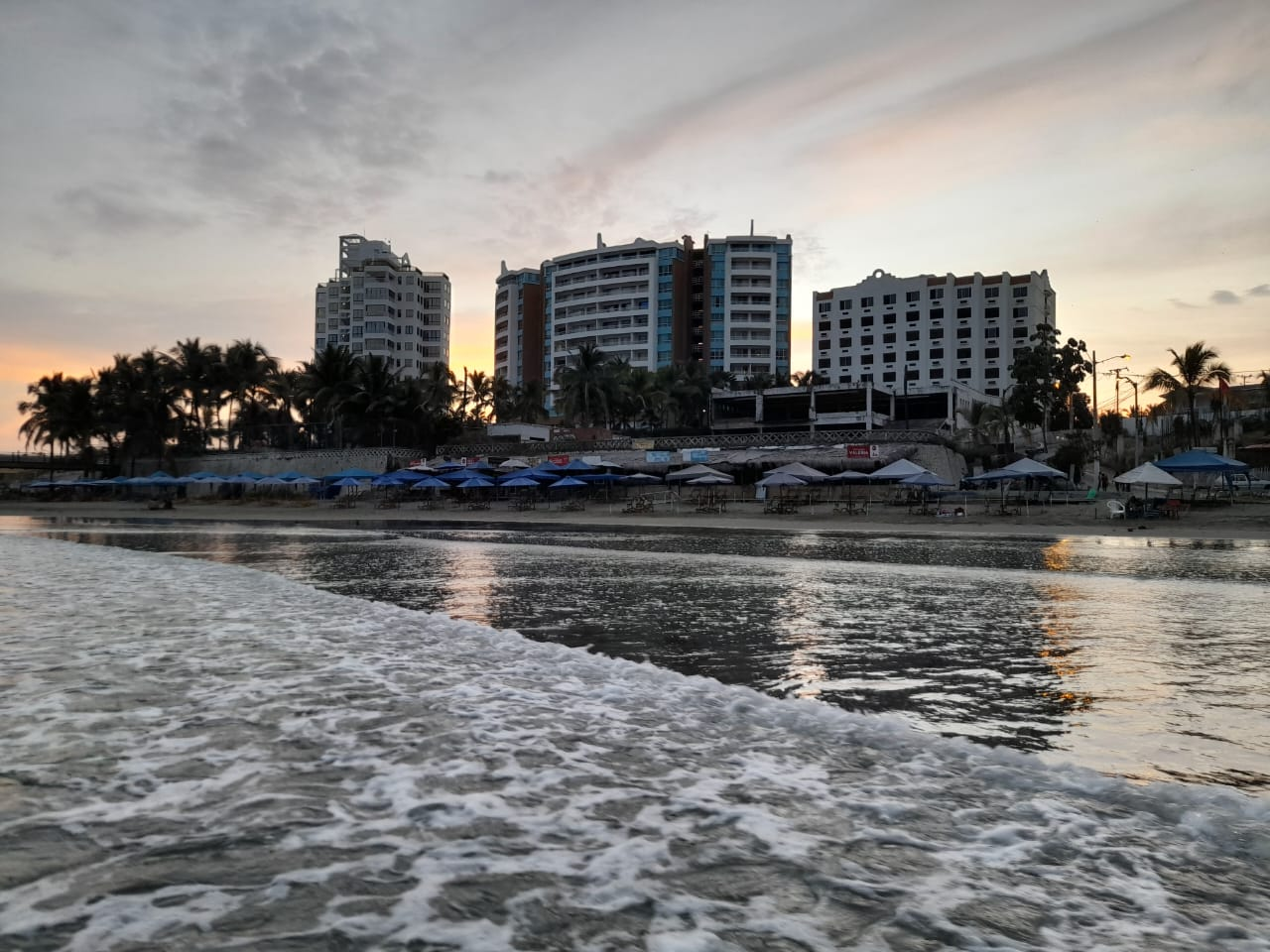
Data Villamil, Playas

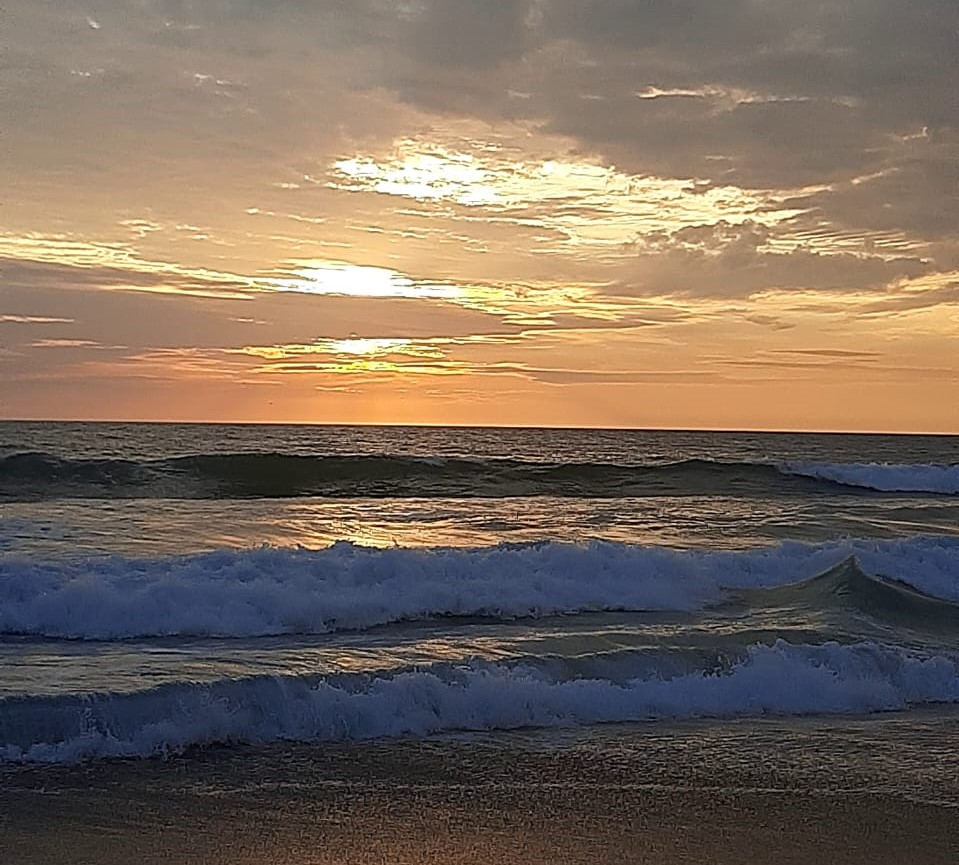
Playa Data Villamil, Playas

### Data Villamil

#### Ubicación: 8JRF+HFR, C. 1, Gral Villamil
Ubica en el km 9 entre el Arenal y Data Posorja. Se compone de una playa de 14 km, pero solo 5 km son destinados al turismo. Las Valentinas es el balneario más conocido, está ubicado en el km 5.5 Vía Data Posorja, es un lugar amplio con vista al mar y es un spot de surf.

### Playa Mal paso

#### Ubicación: Gral Villamil
Es una playa con olas constantes y moderadas. Es ideal para los principiantes y aquellos que buscan un lugar tranquilo para aprender y mejorar su técnica de surf. Entre Costa Calma y Morro Jable se encuentra esta playa que cuenta con diversos servicios como son restaurante, alquiler de hamacas y sombrillas. Se trata de una playa muy tranquila, arena dorada, aguas cristalinas y poca gente. Según la subida y bajada de la marea, se crea un charco enorme en medio de la bahía que invita al baño.

### Puerto Engabao
Al norte de Villamil Playas se encuentra la playa de Puerto Engabao, una comuna de pescadores donde el surf y la pesca deportiva son los atractivos principales para los turistas. También se la conoce como «Playa Escondida» y se ubica a 3 km de Engabao, que pese a tener similar nombre, son comunas distintas, Aunque ambas tienen playas hermosas. Puerto Engabao atrae a varios surfistas nacionales y extranjeros por sus grandes olas y su extensa playa, ideal también para clases de surf, es considerado un spot de surf para un nivel medio – alto en sus mejores condiciones, y nivel intermedio cuando las olas están pequeñas.

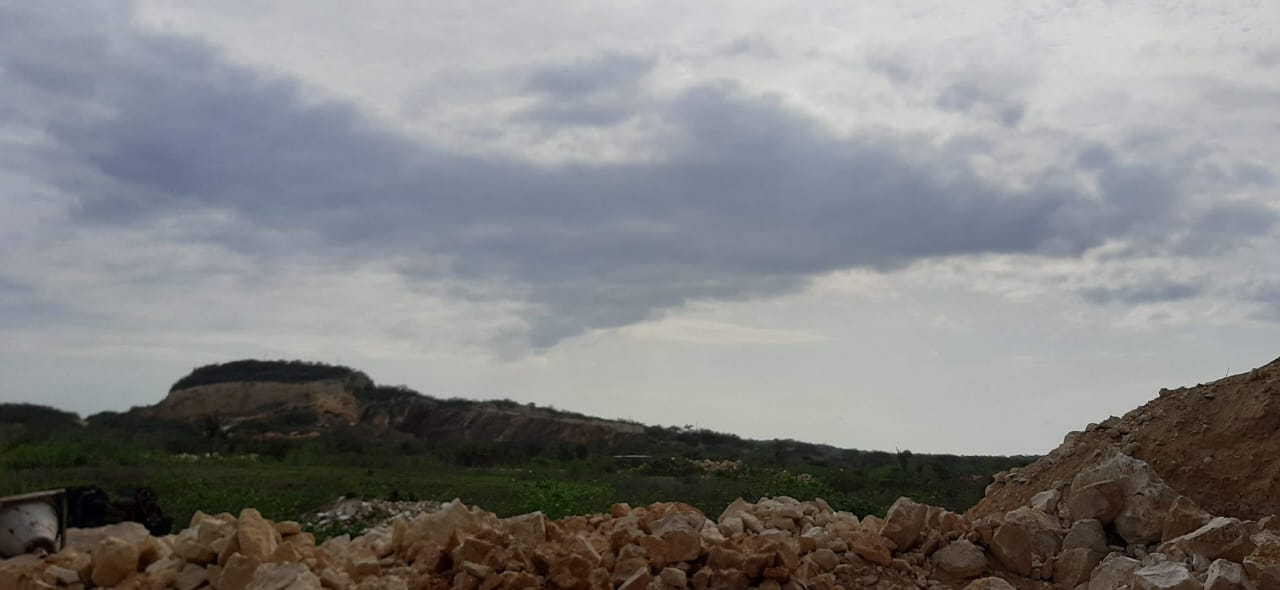
San Antonio, Playas

### Actividades a realizar en las playas
- Surfear
- Caminar
- Trotar
- Pescar
- Disfrutar el atardecer
- Visitar las comunas
- Senderismo
- Excursiones
- Observar la flora y fauna
- Observar formaciones Rocosas
- Manejar cuadron
- Paseos en bicicleta
- Jugar vóley
- Pasear en bote